# Cross Days
Cross Days (яп. クロスデイズ куросу дэидзу) — эротический визуальный роман, разработанный компанией 0verflow и выпущенный 19 марта 2010 года для операционной системы Microsoft Windows. Позднее роман был портирован на DVD и PlayStation Portable. Обычная повседневная история повествует о жизни ученика старшей школы по имени Юки Асикага, который во время второго семестра становится объектом любовного интереса двух девушек, что отражается на нём самом и на его отношениях с окружающими. Игра требует некоторого взаимодействия от игрока и имеет нелинейный сюжет, давая возможность изменить сюжетную линию прямо во время прохождения. Игра является третьей в серии School Days и продолжением Summer Days.
Компания 0verflow анонсировала начало работы над игрой Cross Days в декабре 2008 года. С февраля 2009 года по март 2010 года выход игры переносился в общей сложности 6 раз, что было обусловлено планами компании создать идеальный релиз. Через несколько недель после выхода игра была найдена в нелегальных P2P-сетях, а затем под действием троянской программы был осуществлён вывод в публичный доступ личной информации о неизвестных пользователях игры.
На основе игры были созданы манга, выпускаемая в журнале Comp Ace издательства Kadokawa Shoten с 26 апреля по 10 августа 2010 года; три романа лайт-новел, публикуемые с 15 сентября по 29 октября 2010 года; радиопостановка, которая транслировалась в течение создания игры. Оригинальный саундтрек был выпущен компанией Lantis.

## Игровой процесс

Рока разговаривает с Юки

Основное время игры занимает просмотр эпизодов игровой истории. Периодически игрок должен делать выбор из нескольких возможных вариантов действия, когда такой выбор предлагается, либо он может не выбирать ни один из вариантов. Все принятые в ходе игрового процесса решения вяжутся в различные сюжетные разветвления, тем самым развивая историю в определённом направлении, давая возможность просмотра эротических сцен и ведя к одной из возможных концовок.
Как и в предшествующих играх серии, в Cross Days используется ограниченная мультипликация. В игре также используется стереозвук с наложением голосового озвучивания в такт движению губ персонажей.
В отличие от Summer Days, игра Cross Days не является ответвлением от оригинальной истории, действие происходит параллельно сюжету игры School Days; оригинальный сюжет остаётся тем же, и внимание игрока снова фокусируется на школе. Все основные персонажи серии игр (включая шесть новых) и отношения между ними тоже появляются в игре.

## Сюжет
Юки Асикага — студент первого курса Академии Сакакино, у которого начался второй семестр. Он регулярно посещает библиотеку и влюбляется в Котоноху Кацуру, которая также приходит туда почитать. Несмотря на то, что Котоноха уже состоит в отношениях с другим, она искренне отвечает взаимностью на чувства Юки. Однако всё запутывается, когда Тиэ, сестра Юки, знакомит брата со своей подругой Рокой Кицурэгавой. В попытке сделать вид, что с ней не так просто завязать отношения, Рока заявляет, что встречается со своим одноклассником Макото Ито. Но её ложь оказывается тщетной, так как Юки, зная о том, что Макото парень Котонохи, сам решает спросить её об их романе.

## Персонажи
Главным персонажем Cross Days является Юки Асикага, молодой человек, чья спокойная школьная жизнь идёт наперекос, когда в него влюбляются две девушки, не знающие друг о друге, и эти чувства влияют на его отношения с друзьями и близкими. Этими девушками являются Котоноха Кацура, известная по предыдущим играм, как объект любви Макото Ито, и Рока Кицурэгава, новенькая, прилагающая усилия, чтобы Юки её приревновал, однако этим она только осложняет отношения с ним. Второстепенными персонажами являются Тиэ Асикага, слегка невежливая старшая сестра Юки, и Кёити Касанноин, парень Намами Канродзи, которые появлялись и в School Days, но здесь им отводится более значимая роль. Также в игре присутствуют Ион Исибаси и Кира Ёка.

## Разработка
| Системные требования | Системные требования                                   | Системные требования                                   |
| -------------------- | ------------------------------------------------------ | ------------------------------------------------------ |
|                      | Минимальные                                            | Рекомендуемые                                          |
| Windows              |                                                        |                                                        |
| ОС                   | Windows 2000, XP, Vista (32 or 64-bit)                 | Windows 2000, XP, Vista (32 or 64-bit)                 |
| ЦПУ                  | Pentium 4 или AMD, 2 GHz                               | Pentium 4 или AMD, 2 GHz                               |
| Объём ОЗУ            | 1 GB                                                   | 1 GB                                                   |
| Место на диске       | 11.5GB                                                 | 11.5GB                                                 |
| Видеокарта           | 64MB VRAM (PCI Express x16) совместимое с DirectX 9.0c | 64MB VRAM (PCI Express x16) совместимое с DirectX 9.0c |

Новость о предстоящем выпуске игры Cross Days впервые появилась в декабре 2008 года в журнале Tech Gian издательства Enterbrain. Были опубликованы первые скриншоты, показывавшие сюжет и персонажей, а также предположение о том, что в будущей игре возможно будет присутствовать 3D-анимация, что будет тщательно проработан сюжет и главный герой. Издательства ASCII Media Works и Gakken опубликовали статьи об игре в журналах Dengeki G's Magazine, Dengeki Hime и в Megami Magazine.
Вскоре началось рекламирование продукта. Кроме периодического информирования публики о состоянии разработки, компания 0verflow последовательно в период с 1 ноября 2008 года по 4 мая 2009 года выпускала доступные для скачивания неиграбельные бенчмарки игры. Сотрудники компании, участвуя в мероприятии Dream Party, проходившему в Осаке и посвящённому японской анимации, продавали телефонные карты, созданные по мотивам игры Cross Days. А тем временем магазины уже получали предварительные заказы на игру. 5 декабря 2008 года 0verflow анонсировала, что набор для USB-теледильдоники, созданный фирмой Goods Land и более известный как SOM, будет полностью совместим с игрой. Пробные версии игры распространились среди около 95 розничных торговцев и продавались в том числе на Комикете, что, однако, было обнаружено 0verflow.
8 января 2009 года 0verflow анонсировала, что начиная с этого дня компания Lantis будет транслировать еженедельные эпизодические аудиопостановки под общим названием Radio Cross Days с участием персонажей игры. Радиовещание происходило каждый четверг и подошло к концу 25 марта 2010 года. Всего оно составило 64 выпуска.
Первоначально выпуск игры Cross Days был намечен на 27 февраля 2009 года, но релиз переносился в общей сложности 6 раз: на 24 апреля, на 26 июня, 20 ноября, 18 декабря, 29 января 2010 года и на 19 марта 2010 года, когда игра всё же вышла в свет. Игра, которая по причине такого количества задержек являлась наиболее ожидаемой, была выпущена различными издателями видеоигр.

### История релиза
29 марта 2010 года компания 0verflow сообщила, что вместе с розничными версиями игры была поставлена устаревшая DLL-библиотека. Компанией была предоставлена возможность загрузки через интернет обновлённого варианта библиотеки, а на следующий день был выпущен патч, обновляющий игру до версии 1.00a.
Игра Cross Days была портирована на две других платформы. Компания AiCherry выпустила игру в формате DVD 28 апреля 2011 года, а компания PalaceGame выпустила её 29 июля 2011 года для игровой консоли PlayStation Portable.

### Действие троянской программы
15 апреля 2010 года, приблизительно через месяц после того, как игра была официально издана, корпорация BBC сообщила о распространении вируса, проникшего в P2P-сети под видом нелицензионных копий эротических игр, среди которых, согласно сведениям компании SPAMFighter, была и Cross Days. Пользователи, скачавшие на компьютер такую копию и попытавшиеся произвести установку, сначала по просьбе вируса-вымогателя вводили личную информацию, а затем их история просмотра web-страниц уходила в открытый доступ. Компания защиты прав собственности NetAgent сообщала, что заражению вирусом было подвергнуто по меньшей мере 5 510 компьютеров. Пользователи, желавшие удалить информацию из общего доступа, могли это сделать, но тем самым они вынуждены были признать, что пытались нелегально скачать игру. Компания SPAMFighter сообщала, что работа вируса описывалось в пользовательском соглашении программы.

## Продажи
Игра Cross Days для Windows занимала третье место в списке наиболее продаваемых игр в течение месяца со дня релиза по версии Getchu.com, основного дистрибьютора визуальных романов и местных аниме-произведений. Затем, к концу первой половины 2010 года игра получила 12-е место, а к концу года она уже имела 31-е место. DVD-игра была обозначена как одна из наиболее продаваемых игр к концу первой половины 2010 года, а к ноябрю-декабрю 2010 года её позиции снизились до 47-го места. Кроме того, в течение этого же времени версия Cross Days для PSP занимала в списке 15-е место как наиболее продаваемая консольная игра.

## Медиа-издания

### Манга
На основе сюжета игры Cross Days была опубликована манга, написанная Ёко Кагурой и проиллюстрированная Хомарё Сакадзуки. 4 апреля 2010 года компания 0verflow объявила о том, что дебют манги состоится 26 апреля в журнале Comp Ace. Манга распространялась до августа 2010 года. Издательством Kadokawa Shoten манга была издана в двух томах, первый из которых вышел 26 ноября 2010 года, а второй — 25 июня 2011 года.

### Книги и публикации
В дополнение к манге на основе оригинальной игры были созданы и другие печатные издания. Первым таким печатным изданием было руководство к игре, также включавшее в себя арт из игры, созданное дизайнером персонажей 0verflow Дзюндзи Гото и озаглавленное Cross Days Visual Fanbook (яп. ビジュアル・ファンブック видзуару фанбукку). Руководство было опубликовано компанией Kinema Junpousha в августе 2010 года. Последующими тремя изданиями были романы лайт-новел. Все они были созданы различными авторами, но обложки для всех трёх изданий рисовал Гото, а иллюстрацией романов занимался Джет Ёватари. Каждая книга по-разному пересказывала историю игры. Роман Cross Days, созданный Мицуки Мидзусаки, был опубликован издательством Harvest Books 15 сентября 2010 года. Другой роман под названием Cross Days ~Omona ru uso, Omona ru omoi~ (яп. クロスデイズ ~重なる嘘, 重なる想い~) был выпущен 22 октября 2010 компанией Shueisha под авторством Хиро Акидзуки. И третий роман Cross Days Kitsuregawa Michi Natsu no koi no Ruru (яп. Cross Days 喜連川路夏の恋のルール) был написан Ёко Кагурой, автором манги-адаптации игры, и опубликован 29 октября 2010 года Kill Time Communication.

### Аудиодиски
Как и в случае с играми School Days и Summer Days, оригинальный саундтрек из игры Cross Days получил распространение отдельно от игры. Выход альбома с саундтреком планировался на 27 февраля 2009 года. По причине многочисленных отсрочек выхода самой игры, выход альбома первоначально откладывался на 26 июня 2009 года. Однако про прошествии этой даты судьба альбома оставалась неизвестной до тех пор, пока 0verflow не объявила 16 апреля 2010 года о том, что он будет выпущен 21 апреля. Альбом содержал всю фоновую музыку из игры, а также песни, которые исполняли Ёдзука, Котаро Одака и Ририка. Всего насчитывалось 25 композиций.
| №                   | Название | Автор(ы)            | Длительность |
| ------------------- | --- | ------------------- | ------------ |
| 1.                  | «First Note» (ファースト・ノート, Fasuto Noto)                                                                       | КИРИКО              | 3:48         |
| 2.                  | «One Star» (ひとつ星, Hitotsu Hoshi)                                                                                 | Ёдзука              | 4:37         |
| 3.                  | «Be There» | Июна                | 4:39         |
| 4.                  | «Timeless Melody» | Июна                | 4:09         |
| 5.                  | «Eternal Flow» | Сэй, Котаро Одака   | 4:45         |
| 6.                  | «Hourglass» (砂時計, Sunadokei)                                                                                      | Ририка              | 4:24         |
| 7.                  | «First Note ~Wake Up Ver.~» (ファースト・ノート ～Wake Up Ver.～, Fasuto Noto ～Wake Up Ver.～)                      |                     | 0:59         |
| 8.                  | «An Incident One Day» (ある日の出来事, Aru Hinode Rai Koto)                                                          |                     | 4:24         |
| 9.                  | «My Favorite Place» (大好きな場所, Daisuki na Basho)                                                                 |                     | 2:49         |
| 10.                 | «Distant Light» (遥かな窓の灯, Haruka na Mado no Tomoshibi)                                                          |                     | 3:18         |
| 11.                 | «Blue Irritation» (青き焦燥, Aoki Shousou)                                                                           |                     | 2:45         |
| 12.                 | «Beyond the Veil» (ヴェールの向こう, Veru no Mukou)                                                                  |                     | 2:49         |
| 13.                 | «The Lesson is Finished» (授業が終った！, Jugyou ga Otta !)                                                          |                     | 2:18         |
| 14.                 | «Torn Heart» (破れかけの心, Yabure Kakeno Kokoro)                                                                    |                     | 3:18         |
| 15.                 | «Long Shadows, Reaching Towards You» (長い影、君に届け, Nagai Kage, Kun ni Todoke)                                   |                     | 2:48         |
| 16.                 | «The Previous Page» (そのページの先, Sono Peji no Saki)                                                              |                     | 1:33         |
| 17.                 | «Awkward Touch» (ぎこちないふれあい, Gikochinaifureai)                                                               |                     | 3:03         |
| 18.                 | «Lying to Myself» (自分への嘘, Jibun Heno Uso)                                                                       |                     | 3:08         |
| 19.                 | «Your Warmth Will Stop Time» (ぬくもりは時を止める, Nukumoriha Toki wo Yameru)                                       |                     | 2:01         |
| 20.                 | «Those Who Want to Change the Future» (永遠にもかえがたいもの, Eien Nimokaegataimono)                                |                     | 2:42         |
| 21.                 | «Indeed I Sense Anger» (誠に憤りを感じます, Makotoni Ikidoori wo Kanji Masu)                                         |                     | 1:12         |
| 22.                 | «The Claw is Sweet!» (ツメが甘い！, Tsume ga Amai !)                                                                 |                     | 1:20         |
| 23.                 | «The Fact That I Want to Meet You» (君に伝えたい事, Kun ni Tsutae Tai Koto)                                          |                     | 3:15         |
| 24.                 | «Let's Summon the Courage to Step Forward» (勇気を出して踏み出そう, Yuuki wo Dashi Te Fumi Daso u)                   |                     | 3:14         |
| 25.                 | «First Note ~Mellow Reprise Ver.~» (ファースト・ノート ～Mellow Reprise Ver.～, Fasuto Noto ~ Mellow Reprise Ver. ~) |                     | 1:34         |
| Общая длительность: | Общая длительность:                                                                                                  | Общая длительность: | 73:09        |

Радиопостановка Radio Cross Days транслировалась с 8 января 2009 года по 25 марта 2010 года и была второй и последней аудио-компиляцией, созданной для игр компанией Lantis. Радиопостановка была поделена на 64 части и позднее выпущена на двух дисках, 23 июня и 21 июля 2010 года соответственно. Каждый из дисков содержал по 32 части.

## Сопутствующая продукция
Для продвижения ещё не выпущенной игры Cross Days на рынке были приложены значительные усилия, которые включали в себя продажу товаров, созданных по мотивам игры. Например, ограниченное издание визуального романа поставлялось вместе со статуэткой Котонохи. Также компания 0verflow и её партнёры осуществляли продажи настенных свитков, зажигалок Zippo, занавесок и других товаров, созданных по мотивам игры.